# 鄭ゼン
鄭敾（てい ぜん、チョン・ソン、정선、1676年 - 1759年）は李氏朝鮮の画家。字は元伯、号は謙斎、兼艸、蘭谷である。本貫は光州。20歳で金昌集の薦挙で図画署の画員になり、県監に至った。初めは中国南画から出発したが、30歳前後に韓国山水画の独自の特徴を生かした山水写生の真景に転換して、東方真景山水画の宗画になった。旅を好み、金剛山などの全国名勝を捜し回りながら絵を描いたが、沈師正、趙栄祏とともに三斎と呼ばれた。強い濃淡の対照の上に青色を主調にして岩壁の面と質感を表した新境地を開拓したが、後継者が出なかったため、彼の画風は一代で終わった。文才がなかったせいで、書が付されることは無く、署名と落款が画幅の隅にあるだけで、画題のないことが異彩を放つ。

## 作品
国立中央博物館所蔵の「立巌図」、「混混海色図」、徳寿宮美術館所蔵の「仙人渡海図」、「山窓幽竹図」、「倚松観瀾図：扇面」、「廬山瀑布図」、「社稷老松図」、「清風渓図」そして個人所蔵の「金剛山正陽寺図」、「海金剛図」、「廬山草堂図」、「通川門巌図」、「蓬莱山 仏頂台図」、「石窟庵図」、「仁王霽色図」、「金剛全図」湖巌（ホアム）美術館所蔵（国宝）外に多数がある。
2007年より、1000ウォン札の裏に「渓上静居図」が使われている。

## ギャラリー

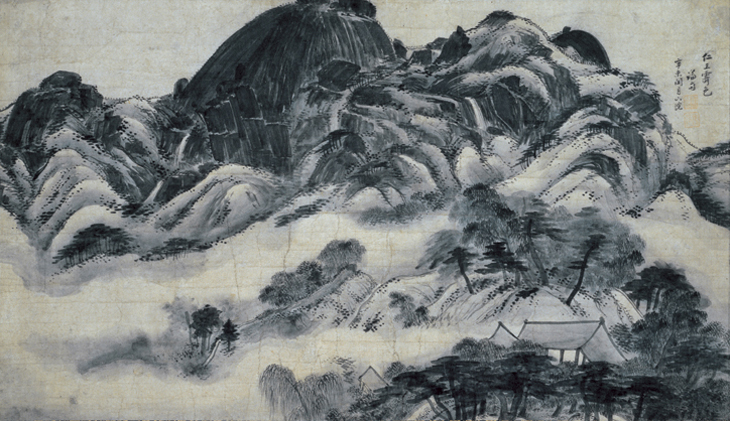
大韓民国指定国宝第216号『仁王霽色図』
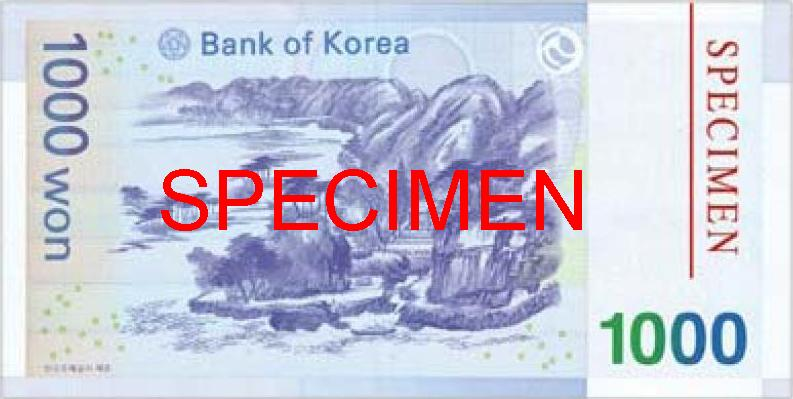
1000ウォン札の裏の『渓上静居図』

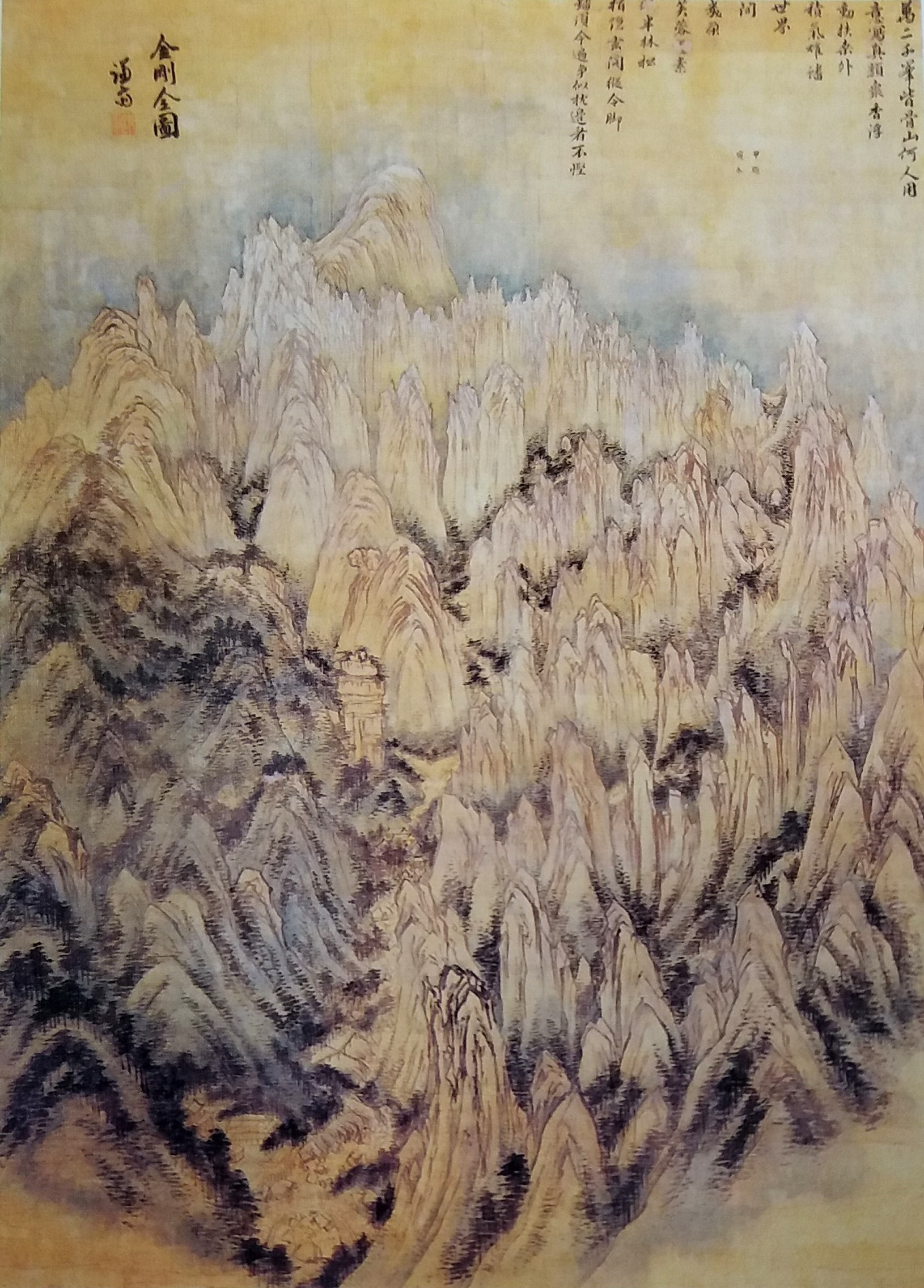
大韓民国指定国宝第217号『金剛全図』
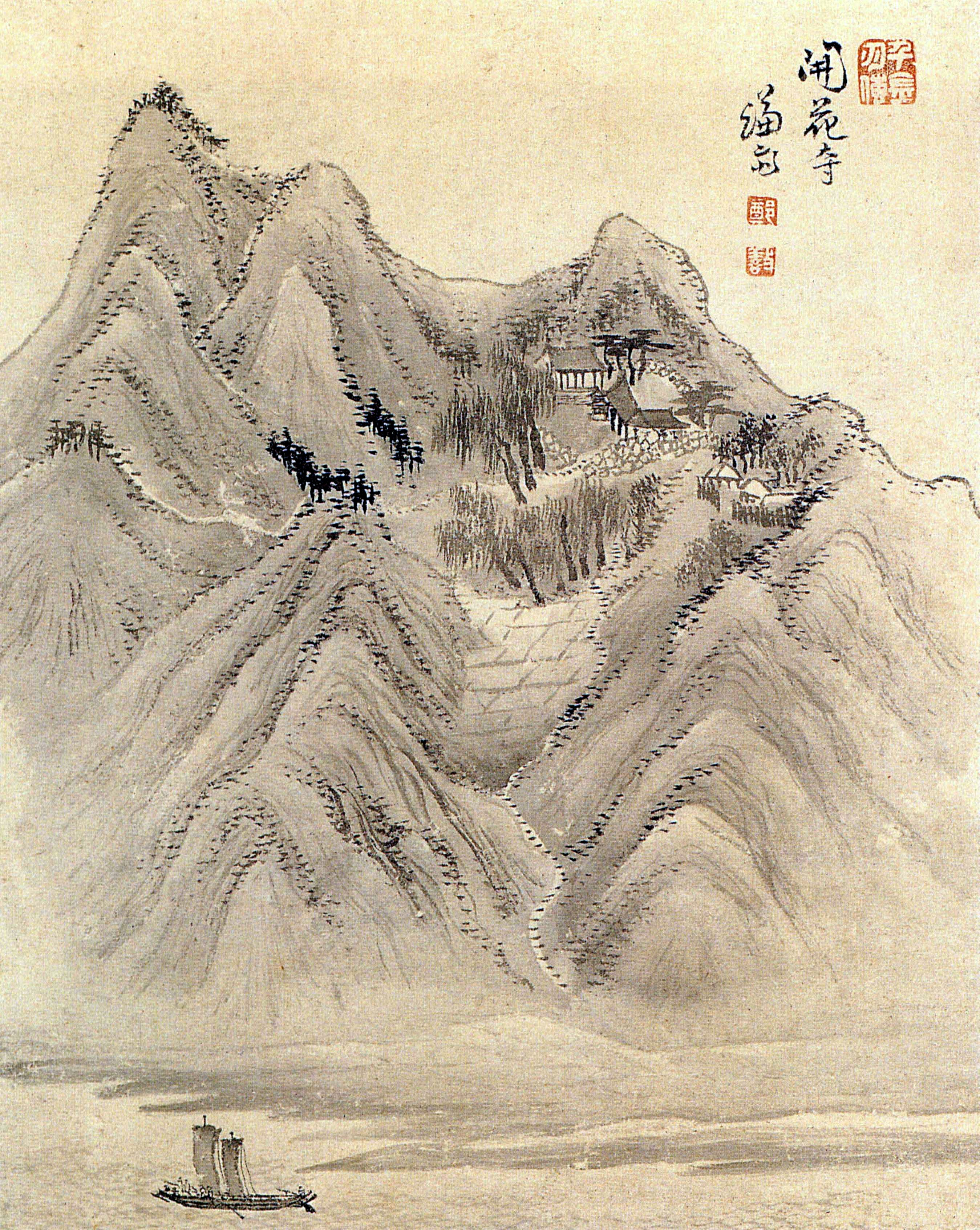
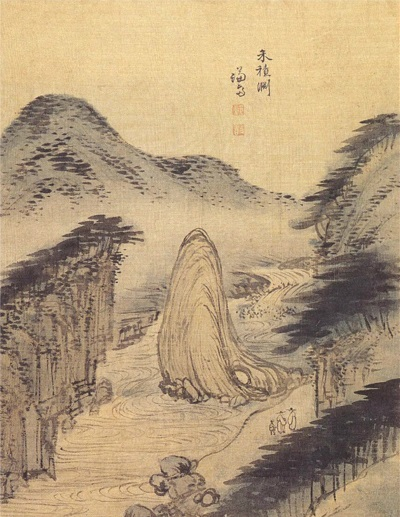
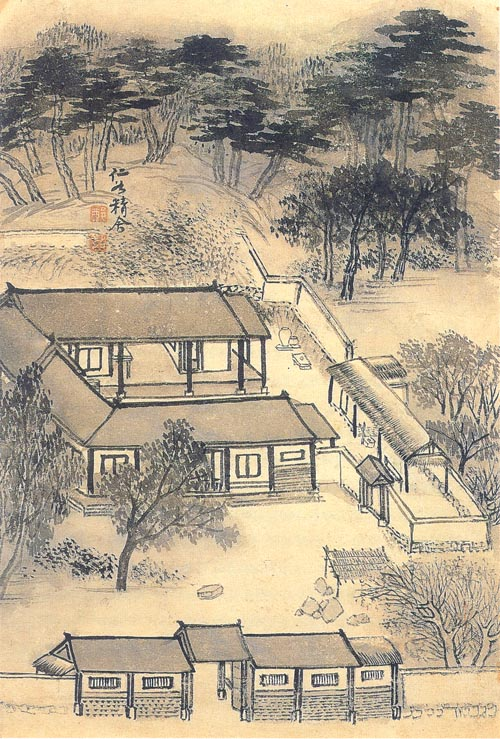